# Juraj Draxler
Juraj Draxler (ur. 13 grudnia 1975) – słowacki politolog i nauczyciel akademicki, w 2014 sekretarz stanu w resorcie edukacji, następnie do 2016 minister edukacji, nauki, badań naukowych i sportu.

## Życiorys
Studiował politologię na Uniwersytecie w Yorku, a także nauki społeczne na prywatnej uczelni Jacobs University Bremen. Pracował w agencji prasowej Reuters oraz w brukselskim think tanku Centre for European Policy Studies. Następnie został nauczycielem akademickim na prywatnych praskich anglojęzycznych uczelniach – University of New York in Prague i Anglo-American University.
W 2014 został doradcą ministra edukacji, nauki, badań naukowych i sportu, zaś we wrześniu tegoż roku sekretarzem stanu w tym resorcie. W listopadzie 2014 objął urząd ministra w drugim rząd Roberta Ficy, zastępując Petera Pellegriniego. Sprawował go do marca 2016.